# Univers de The Legend of Zelda
Pour un article plus général, voir The Legend of Zelda.

Logo de la série

The Legend of Zelda est une franchise de jeux vidéo créée par les concepteurs Shigeru Miyamoto et Takashi Tezuka. La franchise est principalement développée et publiée par Nintendo.
L'univers de la série The Legend of Zelda se compose de plusieurs terres, la plus prédominante étant Hyrule. La franchise se déroule dans un monde fantastique rappelant l'Europe médiévale et composé de plusieurs lieux, races et créatures récurrents. La race la plus importante de la série est celle des Hyliens, une race humanoïde aux traits elfiques identifiables par leurs longues oreilles pointues. L'histoire de la série contient un récit originel, plusieurs alphabets fictifs, le plus important étant l'hylien, et une monnaie universelle fictive, la roupie. La plupart des jeux de la série The Legend of Zelda suivent un scénario similaire, dans lequel le protagoniste Link combat des monstres pour sauver la princesse Zelda et vaincre un antagoniste, qui est souvent Ganon, le principal antagoniste de la série. Nintendo développe l'histoire de la série dans une chronologie qui s'étend sur des milliers d'années à travers son histoire.
Hyrule est créé comme cadre original de The Legend of Zelda et reste l'environnement principal des jeux successifs de la série. Inspirés par les dungeon crawlers, Miyamoto et Tezuka développent un monde de high fantasy sous la forme d'une carte 2D[pas clair] remplie de monstres, d'énigmes et de donjons. Hyrule passe à un environnement en 3D avec le développement d'Ocarina of Time. Pour Breath of the Wild, sorti en 2017, Nintendo développe Hyrule sur un monde ouvert sans barrière de chargement[pas clair]. Dès le lancement du jeu original, la série connait un succès commercial et critique, et intègre des innovations marquantes dans la conception du monde qui influencent de nombreux développeurs de l'industrie du jeu vidéo.

## Vue d'ensemble
La série The Legend of Zelda se déroule dans un monde fantastique apparu pour la première fois dans le jeu original The Legend of Zelda, développé et publié par Nintendo. Le jeu introduit Hyrule comme cadre principal de la série. Le protagoniste de la série est Link, un garçon ou un jeune homme hylien qui est le personnage du joueur. L'histoire de chaque jeu varie, mais suit une intrigue globale commune qui implique Link voyageant à travers Hyrule pour sauver la princesse Zelda et sauver le monde du mal, généralement personnifié par l'antagoniste principal de la série, Ganon.
L'élément récurrent de l'intrigue des jeux est la tentative de Ganon d'obtenir la Triforce, un artefact mystique censé lui octroyer un pouvoir sans limite. Bien que Link et Zelda aient des apparences similaires dans chaque jeu, ce sont des personnages différents qui réapparaissent chaque fois que le mal menace le monde.[pas clair] Skyward Sword a été établi comme le début de l'histoire de la série. L'Avatar du Néant, l'antagoniste de l'histoire, y maudit les premières incarnations de Link et Zelda afin que leurs descendants apparaissent dans un cycle sans fin pour protéger Hyrule du mal,.

## Hyrule

### Concept et design
« Je suis allé faire une randonnée et j'ai trouvé un lac. C'était une vraie surprise de tomber dessus. Quand je voyageais à travers le pays sans carte, en cherchant mon chemin, découvrant des choses incroyables sur mon passage, j'ai compris ce que cela faisait de vivre une aventure comme celle-ci. »

— Shigeru Miyamoto, à propos de ses sources d'inspiration pour The Legend of Zelda
Le concepteur de jeux vidéo japonais Shigeru Miyamoto conçoit le territoire d'Hyrule comme cadre du jeu original The Legend of Zelda ; il le décrit comme « un jardin miniature que vous pouvez mettre dans un tiroir et revisiter à tout moment ». Il s’inspire de la campagne de Kyoto qu’il avait explorée dans son enfance et a voulu recréer l’expérience de l’aventure et de la découverte. Aux côtés de l'écrivain Takashi Tezuka, Miyamoto crée un monde fantastique en vue de dessus dans le style d'auteurs de fantasy comme Tolkien. Le monde d'Hyrule est peuplé de personnages colorés, de monstres et de donjons que le joueur peut explorer.

#### Conception du monde en 2D

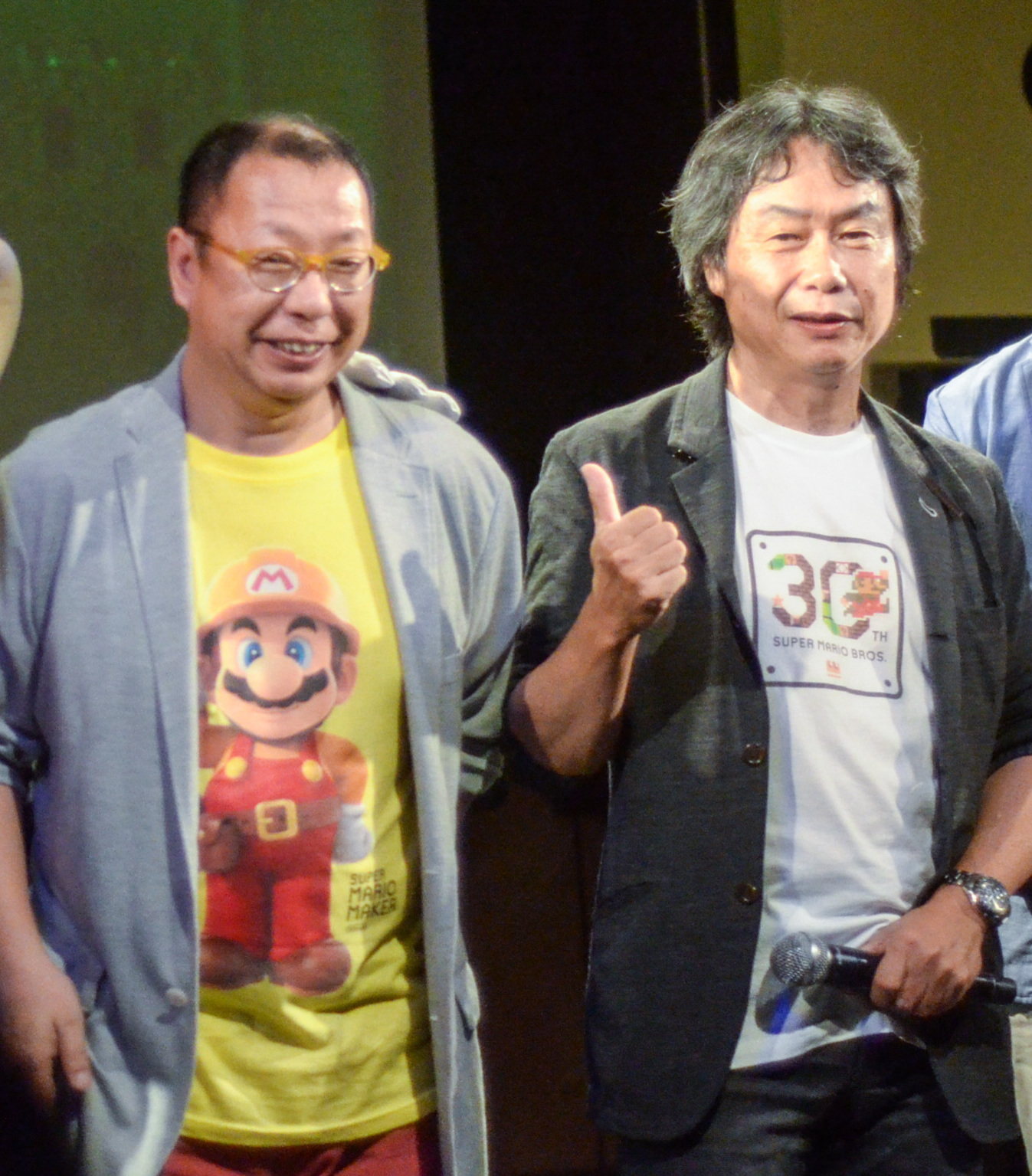
Takashi Tezuka et Shigeru Miyamoto à l'occasion du 30e anniversaire de Super Mario Bros., le 13 septembre 2015 à Tokyo.

Miyamoto et Tezuka commence à travailler sur The Legend of Zelda pendant le développement de Super Mario Bros. Au départ, le jeu ne comporte pas de monde extérieur. Dans Hyrule Historia, Miyamoto déclare que Nintendo avait pour objectif de développer un titre de lancement pour le Famicom Disk System. Un premier jeu est initialement conçu pour tirer parti de la possibilité offerte par le Disk System de réécrire les données préenregistrées sur les disquettes, permettant aux joueurs de créer des donjons et d'explorer les créations des autres joueurs. Il explique : « Nous avons créé un jeu à un seul joueur avec des donjons sous les montagnes qui entourent la Montagne de la Mort, mais nous n'arrivions pas à chasser ce sentiment de « j'ai aussi envie de jouer en extérieur ! ». Alors, nous avons ajouté des forêts, des lacs, et finalement, le domaine d'Hyrule. ».
Les premières spécifications sont rédigées sur un tableau blanc par Miyamoto puis recopiées sur un document le 1er février 1985. Le document détaille les premiers concepts des objets et des ennemis qui apparaîtront plus tard dans le jeu, tels qu'une boussole, des arcs et des flèches, un boomerang et « Hakkai », un premier nom donné à Ganon. Ces concepts prennent forme sous la forme d'esquisses approximatives pour divers objets et ennemis au cours des deux semaines suivantes. Le nom du jeu n'avait pas encore été décidé, aussi le titre était-il simplement intitulé « Aventure ». Du long papier est utilisé pour créer la première carte du territoire d'Hyrule, qui est développée par Tezuka et Miyamoto assis côte à côte et dessinant ensemble,. Miyamoto déclare que le nom « Hyrule » semblait être le choix parfait lors d'une discussion pour trouver un nom pour une région de hight fantaisie. Au Japon, le jeu The Legend of Zelda est sorti sous le nom de The Hyrule Fantasy, qui a failli être choisi comme nom pour toute la franchise, mais a été abandonné après le premier jeu. Miyamoto a déclaré que cela pourrait être dû au fait que le nom était trop similaire à celui de Final Fantasy, qui est sorti peu de temps après,.
La carte originale d'Hyrule est conçue pour encourager l'exploration et la découverte, nécessitant jusqu'à plusieurs heures de navigation. La carte n'est pas linéaire, les joueurs sont donc libres de choisir parmi plusieurs chemins non balisés, seules quelques zones étant inaccessibles au départ. Miyamoto est influencé par The Black Onyx et Ultima, deux jeux centrés sur l'exploration de donjons fantastiques. Le monde de Zelda était défini par ses labyrinthes, ses salles cachées et ses trésors. Les neuf donjons du jeu sont intentionnellement difficiles à localiser, obligeant les joueurs à découvrir les secrets de la carte avec peu d'aide[pas clair]. En plus de son monde souterrain, la carte d'Hyrule se compose d'un grand monde extérieur créé à partir d'une structure en grille (un système où l'ensemble du monde est divisé en petites zones carrées ou rectangulaires, un peu comme un échiquier). Ce système est beaucoup plus vaste que ce qu'un seul écran peut afficher à la fois, ce qui oblige le joueur à se déplacer d'une zone à l'autre pour explorer l'ensemble du monde. Cette structure en grille mesure 16 blocs de large et huit blocs de haut et comprend 128 zones. Miyamoto déclare que des cartes au format papier étaient incluses avec les versions nord-américaines des jeux : « Les cartes comprenaient divers indices, mais pour être honnête, je pensais qu'il serait plus agréable de jouer au jeu sans aucune aide. Nous avons donc scellé la carte, avec un message indiquant « Vous ne devez utiliser la carte et les conseils stratégiques qu'en dernier recours ». Les joueurs devaient commencer leur aventure au centre d'Hyrule et utiliser leur instinct seul pour trouver un vieil homme à l'intérieur d'une grotte qui donne une épée à Link et déclare : « C'est dangereux d'y aller seul ! ». En parcourant le monde d'Hyrule et ses nombreux ennemis dangereux, les joueurs doivent éventuellement trouver les donjons, qui comportent chacun divers ennemis, objets et un boss.
Le concept de jeu de rôle est une expérience nouvelle pour les joueurs dans les années 1980. Le gameplay s'écarte des jeux rapides que l'on trouve généralement dans les salles d'arcade comme Super Mario Bros, en offrant aux joueurs un monde ouvert à explorer, des énigmes à résoudre et une histoire fantastique centrée sur un protagoniste se lançant dans une aventure pour sauver une princesse d'un méchant maléfique et apporter la paix à Hyrule. Le nouveau concept de jeu a suscité des inquiétudes chez la direction de Nintendo. En 2003, Miyamoto déclare dans une interview pour le magazine Superplay : « Je me souviens que nous étions très nerveux, car The Legend Of Zelda était le premier jeu où nous forcions les joueurs à réfléchir à ce qu'ils devaient faire ensuite. Nous avions peur que les joueurs s'ennuient et soient stressés par le nouveau concept. » Pendant la phase de test précédant la sortie du jeu, les joueurs, déconcertés, se plaignaient d'être perdus dans les donjons, mais plutôt que de simplifier le jeu, Miyamoto a décidé de le rendre plus difficile en supprimant l'épée de Link au début de l'aventure et en forçant les joueurs à la localiser. En faisant cela, il voulait inciter les joueurs à communiquer entre eux pour résoudre les énigmes du jeu.

#### Transition vers la 3D
Hyrule continue à évoluer au fil des jeux successifs. La transition d'un monde en deux dimensions à un monde en trois dimensions se produit avec la sortie d'Ocarina of Time, en raison des capacités de la Nintendo 64, qui donnent aux joueurs la possibilité de découvrir un environnement de jeu plus réaliste. Le monde en 3D est également accompagné d'une histoire fictive (un lore) qui pose les bases d'autres jeux de la série dans une chronologie fictive officielle. Les donjons du jeu sont chacun uniques et connectés à une zone spécifique d'Hyrule et à ses habitants. Plusieurs races récurrentes, telles que les Gorons, les Zoras et les Gerudos, font leur apparition et sont dotées d'une histoire et d'une culture distinctes. La Plaine d'Hyrule, une vaste étendue verdoyante ouverte, se trouve au centre du royaume, agissant comme un carrefour reliant plusieurs zones pour créer l'illusion d'un monde encore plus vaste. La mécanique de voyage dans le temps du jeu introduit aussi une version sombre du royaume d'Hyrule, une terre corrompue par l'influence de Ganondorf, avec la ville du château d'Hyrule en ruines et des zombies morts-vivants comme habitants.
En raison des préoccupations concernant les limitations de la Nintendo 64, Miyamoto conçoit initialement le jeu pour qu'il se déroule dans un hub central dans les limites du château de Ganon, similaire au château de Peach dans Super Mario 64. Il décrit Ocarina of Time comme un « énorme projet » en raison du fait qu'il implique de créer l'environnement du jeu en 3D polygonale et qu'il est à plus grande échelle que tout ce sur quoi il a travaillé auparavant. Il déclare qu'il a abordé le jeu en se concentrant d'abord sur les types de personnages qu'il souhaitait inclure, plutôt que sur l'histoire ou les fonctions du jeu. Ocarina of Time est conçu avec plusieurs innovations pour aider le joueur à évoluer dans le vaste monde en 3D et à interagir avec son environnement. Le système de caméra est conçu pour s'intégrer au monde tridimensionnel d'Hyrule, donnant au joueur un sens de la perspective et suivant les mouvements de Link. Le système de verrouillage de cible (« Visée Z ») du jeu est créé pour fournir au joueur un moyen simple de verrouiller et d'interagir avec des objets, des personnages et des ennemis dans le monde du jeu. Le jeu utilise également des commandes contextuelles en attribuant à la touche A un éventail d'interactions, telles que monter un cheval ou ouvrir un coffre au trésor. Ces fonctionnalités constituent des jalons pour Nintendo et influencent le développement de mondes tridimensionnels au sein de l'industrie du jeu.
Pendant le développement, le personnel consacre moins de temps au développement des donjons. Selon Miyamoto : « Au lieu de simplement cartographier votre chemin à travers un labyrinthe, je pense que ce qui est plus important, c'est un sentiment d'angoisse, de pression, et bien sûr une opportunité de découvrir des secrets et de résoudre des énigmes ; il s'agit de poursuivre une immédiateté émotionnelle, ce sentiment que vous êtes vraiment là».Hyrule et ses personnages dans Ocarina of Time sont représentés dans un style artistique qui dérive vers la fantasy occidentale, bien que Miyamoto déclare qu'il n'y a aucune réplication intentionnelle d'éléments culturels d'un pays spécifique. Les personnages fantastiques d'Hyrule sont partiellement inspirés par la série télévisée américaine Twin Peaks. Dans une interview, Takashi Tezuka déclare qu'il s'est inspiré de la série pour créer Link's Awakening : « Après cela, dans The Legend of Zelda : Ocarina of Time et The Legend of Zelda : Majora's Mask, toutes sortes de personnages suspects sont apparus ». De nombreux éléments et modèles de personnages du jeu sont ensuite réutilisés pour Majora's Mask, à la fois pour des raisons stylistiques et pour gagner du temps de développement.

#### Concept du monde ouvert

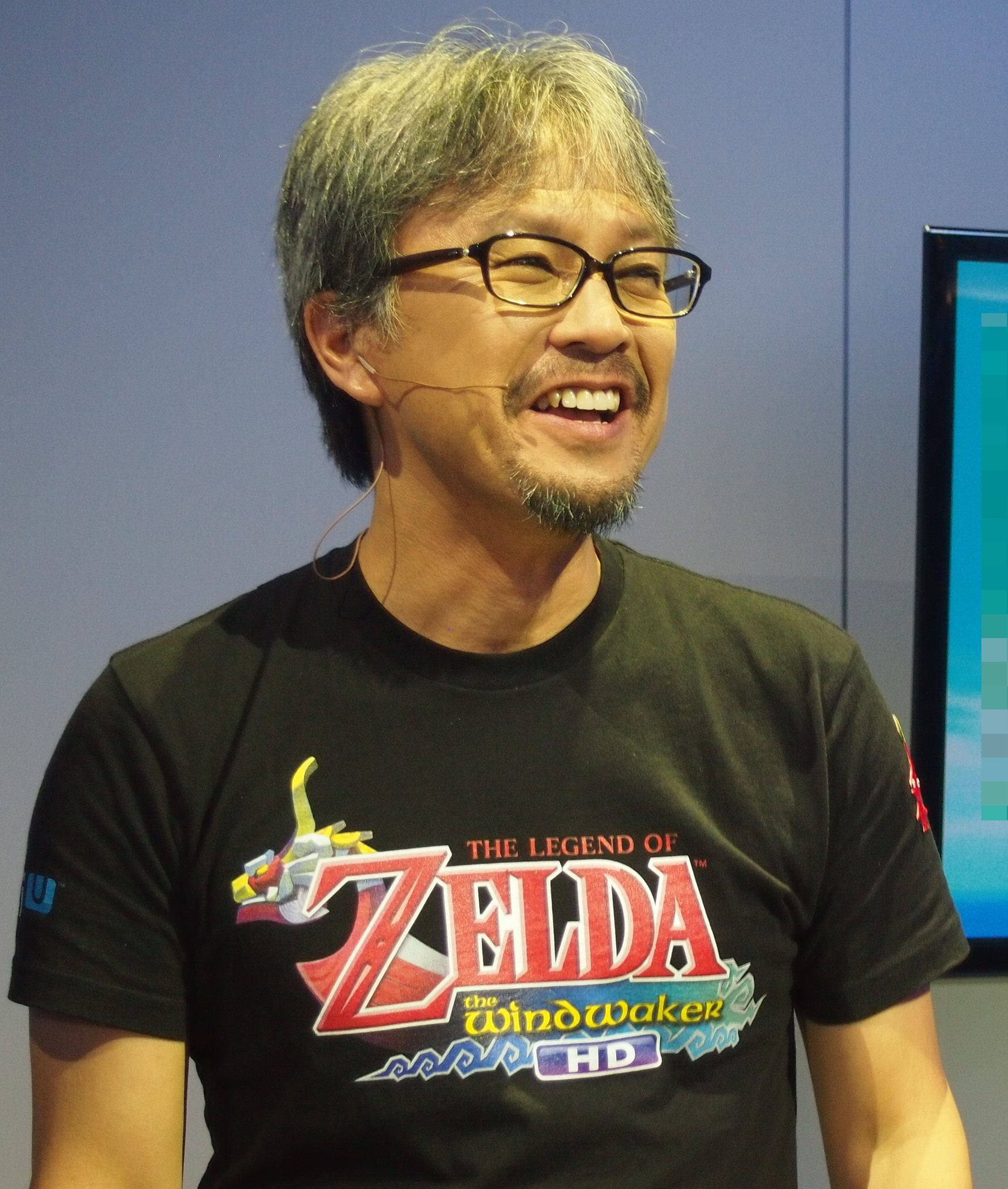
Eiji Aonuma au salon de l'E3 2013, à Los Angeles.

Le producteur Eiji Aonuma aborde Breath of the Wild en s'affranchissant des conventions des jeux précédents. Il explique que dans Ocarina of Time, le monde du jeu proposait des « itinéraires » pour aider les joueurs à traverser les environnements en trois dimensions sans se perdre, mais que le fait d'être trop assisté ou au contraire de se retrouver bloqué avait parfois provoqué de la frustration chez les joueurs. En revanche, dans Breath of the Wild, le joueur peut explorer le vaste monde d'Hyrule comme bon lui semble. Bill Trinen, responsable marketing produit senior de Nintendo, décrit le jeu comme étant « en monde ouvert » : « Je regarde ce jeu et je vois un monde qui est entièrement intégré à l'exploration et à l'aventure. Ce n'est pas seulement un monde que vous traversez. C'est en quelque sorte un monde dont vous faites partie ». Le monde du jeu bénéficie des avancées du matériel Nintendo de l'époque. Les jeux précédents étaient limités par la technologie disponible, créant le besoin de séparer Hyrule en zones connectées individuelles, mais le monde du jeu pouvait désormais être vécu comme un environnement homogène. Le concept d'un environnement « en monde ouvert » commence lors du travail sur The Wind Waker. Aonuma déclare qu'il voulait supprimer les petites zones de connexion de The Wind Waker et les remplacer par des étendues ouvertes, mais le monde a fini par sembler plus petit que prévu.

« Dans Breath of the Wild, le fait que le monde soit régi par un moteur physique cohérent joue aussi beaucoup sur les actions possibles. Ca semble évident à dire mais si vous poussez un rocher, il va rouler en fonction de la pente, par exemple. On voulait que les gens puissent ressentir les choses de manière « réaliste », qu'ils cassent ou déplacent de gros éléments dans le jeu en se disant qu'ils auraient pu ressentir la même chose dans la vraie vie. Cet aspect d'expérience physiquement vécue est très important. »

— Eiji Aonuma sur le réalisme du monde de Breath of the Wild,
Le monde ouvert de Breath of the Wild est inspiré par d'autres jeux vidéo. Le directeur du jeu, Hidemaro Fujibayashi, cite Minecraft et Terraria comme ses sources d'inspiration pour « le sens de l'aventure, l'exploration et la façon dont ça inspire la curiosité ». Aonuma mentionne également plusieurs autres jeux auxquels il a joué, notamment The Witcher, Far Cry et The Elder Scrolls V: Skyrim. Il cite Skyward Sword comme base de nombreuses mécaniques du monde, telles que la possibilité de grimper et d'explorer entre les zones. L'équipe de développement commence Breath of the Wild en travaillant sur un prototype 2D d'Hyrule pour tester les interactions entre les objets. Ce prototype évolue ensuite en un moteur physique et chimique complexe, conçu pour offrir un niveau de réalisme plus poussé. Le moteur chimique permet aux éléments, comme le feu, l'eau et l'électricité, d'interagir entre eux ainsi qu'avec les objets du monde du jeu. Ce système est pensé pour offrir au joueur un gameplay plus interactif, baptisé « chemical reaction play ». Hyrule dans Breath of the Wild est représenté à l'aide d'un style artistique basé sur les visuels stylisés de The Wind Waker mais développé vers un style plus réaliste et détaillé. La civilisation des Hyliens est développée en mettant l'accent sur leur château dans le style de l'Europe médiévale pour revenir aux racines de la série, tandis que les anciennes caractéristiques technologiques des Sheikah sont inspirées par la période Jōmon de l'histoire japonaise.
Fujibayashi déclare que l'agencement d'Hyrule dans Breath of the Wild est en partie inspiré de sa ville natale de Kyoto : « J'ai pris une carte de Kyoto et je l'ai superposée sur le monde du jeu, et j'ai essayé d'imaginer aller dans des endroits que je connais à Kyoto. Je me disais : "Il faut tant de temps pour aller du point A au point B, alors comment cela se traduit-il dans le jeu ?" Et c'est ainsi que nous avons commencé à cartographier le monde de Breath of the Wild ». L'équipe de développement a utilisé des points de repère à Kyoto comme moyen de comparer la distance entre les points de repère dans le monde du jeu, ce qui a aidé le personnel pendant le développement du jeu. Cette mesure de distance a permis à Hyrule d'être agrandi jusqu'à devenir un monde énorme qui semble douze fois plus grand que son prédécesseur dans Twilight Princess.
Aonuma reprend la carte d'Hyrule de Breath of the Wild pour Tears of the Kingdom, une suite directe qui se déroule dans le même monde. Hyrule se voit considérablement agrandie par l'ajout des îles célestes, pour mettre l'accent sur le gameplay vertical. Les Profondeurs, une vaste zone sombre sous la surface d'Hyrule, font également leur apparition. Aonuma déclare que l'équipe de développement a tiré les leçons de Skyward Sword, où les limitations techniques de la Wii empêchaient Link de descendre des cieux ailleurs qu'à certains endroits bien précis. Il explique que l'équipe a voulu créer la possibilité de « traverser un monde dont toutes les parties sont reliées entre elles horizontalement, mais aussi verticalement », soulignant le sentiment de liberté que le joueur peut éprouver.

### Représentation du lore
Le Royaume d'Hyrule, est un pays fantastique d'inspiration médiévale,,et est le cadre principal de la série, qui est apparu pour la première fois dans The Legend of Zelda. Plusieurs de ses zones sont apparues tout au long de la série, comme le Château d'Hyrule, la Forêt Perdue, le Village Cocorico, le Mont du Péril et le Lac Hylia.
Hyrule a été formé par trois déesses : Din, Farore, et Nayru. Il est établi dans Ocarina of Time que Din a créé la géographie physique du royaume, Nayru a créé les lois physiques pour le gouverner et Farore a créé les races pour faire respecter la loi, la flore et la faune qui peuplent le monde. Après que les déesses eurent accompli leurs tâches, elles partirent pour les cieux, laissant derrière elles trois triangles d'or contenant leur pouvoir de gouverner toutes choses ; cette relique devint connue sous le nom de Triforce. Le mythe de la création est approfondi dans Echoes of Wisdom, où les déesses façonnent le monde comme une prison pour une entité primordiale de chaos nommée Nihil, qui dévorait tout ce qui tentait de se former dans le néant. Skyward Sword développe cette histoire en racontant l'ascension de l'Avatar du Néant, le Roi Démon, et de ses forces obscures, qui tentent de s'emparer de la Triforce et de détruire le monde. La déesse Hylia reste pour protéger la Triforce et mène une armée de peuples libres au combat afin d'affaiblir l'Avatar du Néant et de l'enfermer loin du monde. Le royaume finit par être nommé Hyrule, d'après sa race dominante, les Hyliens, qui y établissent un royaume à travers les terres Le royaume est gouverné par la famille royale d'Hyrule, dans laquelle naissent souvent les différentes incarnations de la princesse Zelda.
L'alphabet hylien est un chiffrement anglais ou japonais qui apparaît pour la première fois dans A Link to the Past, où il est identifié comme « l'ancienne langue des Hyliens » et est composé de symboles que Link doit traduire pour progresser. Au Japon, une explication de l'alphabet hylien est écrite au dos du manuel d'instructions de The Wind Waker avec un système d'écriture phonographique, ou syllabaire, comme la langue japonaise. Depuis sa première apparition, cinq autres écritures hyliennes ont été développées et déchiffrées : 
- l'ancien syllabaire hylien utilisé dans Ocarina of Time[49];
- le syllabaire hylien moderne utilisé dans The Wind Waker[50];
- l'alphabet hylien utilisé dans Skyward Sword[18];
- l'alphabet hylien utilisé dans A Link Between Worlds[18];
- l'alphabet hylien utilisé dans Twilight Princess[51];

Les trois premiers sont utilisés pour transcrire le japonais, tandis que les trois derniers sont utilisés pour transcrire l'anglais. totalisant six variantes de l'hylien écrit. D'autres langues sont apparues ultérieurement dans la série. La langue Gerudo est introduite dans Ocarina of Time, une langue écrite et parlée similaire à l'hylien qui se caractérise par des lettres allongées et aériennes.
La langue Sheikah est introduite dans Breath of the Wild et se compose d'un alphabet complet de symboles de forme carrée. Les joueurs ont réussi à déchiffrer ces langues pour traduire de nombreux panneaux et inscriptions couramment visibles à travers Hyrule.
La monnaie universelle d'Hyrule est le rubis — « rupee » en anglais. Les rubis ressemblent à des cristaux hexagonaux ou à des pierres précieuses et sont disponibles dans différentes couleurs qui déterminent leur valeur. En général, les rubis verts ont la plus faible valeur, tandis que les rubis d'or et d'argent en ont la plus élevée. Les jeux suivants introduisent davantage de couleurs et de tailles pour les rubis, chacune indiquant une valeur spécifique. Bien qu'elle partage son nom anglais avec la monnaie du monde réel (exemple de la roupie en Inde), Miyamoto déclare dans une interview que ce n'est pas intentionnel et qu'il a choisi le mot rupee parce qu'il semble mignon et ressemble à « rubis ». Dans la version anglaise du manuel de l'opus original, la monnaie est appelée « rubies », mais elle est changée en « rupees » dans les jeux ultérieurs.

### Géographie d'Hyrule
Bien que la géographie d'Hyrule varie d'un jeu à l'autre, elle comporte généralement plusieurs points de repère géographiques récurrents, qui apparaissent à des endroits différents les uns par rapport aux autres en fonction du jeu[pas clair].
- Le Mont du Péril : est une grande montagne volcanique située au nord d'Hyrule. Il apparaît pour la première fois dans le tout premier The Legend of Zelda et figure dans la série jusqu'à Breath of the Wild. Twilight Princess révèle qu'il fait partie des Montagnes Eldin, une chaîne de montagnes située dans la province d'Eldin. Les principaux habitants du Mont du Péril sont les Gorons, une race de golems mangeurs de roches qui exploitent les montagnes à la recherche de nourriture ; les montagnes sont parsemées de cavernes en raison de leurs activités minières[61].
- Le Château de Ganon : est la forteresse de Ganon, qui a servi de champ de bataille entre lui et Link dans plusieurs jeux. Dans Ocarina of Time, lorsque Link voyage dans le futur, il a été construit à la place du Château d'Hyrule[62].
- Le Château d'Hyrule : est la résidence de la famille royale d'Hyrule, apparaissant pour la première fois dans A Link to the Past. Il est un symbole du pouvoir de la monarchie hyrulienne et est fréquemment la principale cible des ennemis d'Hyrule, notamment de Ganon. Il s'agit souvent d'une zone centrale du jeu, que Link visite au cours de sa quête[63].
- Le Village Cocorico : est un village qui apparaît pour la première fois dans A Link to the Past et réapparaît depuis dans Ocarina of Time, Four Swords Adventures, Twilight Princess, A Link Between Worlds, Breath of the Wild et Tears of the Kingdom. Le Village Cocorico est souvent dépeint comme une petite ville prospère, fondée à l'origine par les Sheikahs[64]. Dans Twilight Princess, les Bêtes des Ombres ont kidnappé la plupart des villageois, transformant le village en une ville fantôme. Dans Breath of the Wild, le village a survécu à la Grande Calamité et est habité par les Sheikahs[65].
- Le Lac Hylia : est le plus grand lac d'eau douce d'Hyrule. Il contient fréquemment des objets à collectionner et des donjons, et c'est souvent là que Link rencontre les membres de la race des Zoras[66].
- La Forêt Perdue ou la Forêt Korogu : La Forêt Perdue est une grande forêt enchantée qui apparaît dans plusieurs jeux, à commencer par The Legend of Zelda. Elle abrite les Kokiris, les Koroks et les Fées, et sa structure en labyrinthe fait que les voyageurs tournent en rond, sauf s'ils empruntent le bon chemin à travers la forêt. Des rumeurs disent que ceux qui se perdent se transforment en Stalfos[67]. Dans plusieurs jeux, l'Arbre Mojo et/ou l'Épée de légende peuvent être trouvés dans un sanctuaire situé dans la Forêt[68].

- Spectacle Rock : est un lieu composé de deux grandes formations rocheuses côte à côte, qui ressemblent à une paire de lunettes. Il abritait le dernier donjon dans le jeu original. Bien qu'il soit généralement associé au Mont du Péril, il est situé dans les Hautes Terres Gerudo dans Breath of the Wild. Spectacle Rock apparaît également dans Zelda II: The Adventure of Link, A Link to the Past et A Link Between Worlds[69].
- Le Temple du Temps : est le sanctuaire qui abrite la Master Sword dans plusieurs jeux de la série[70] Il est également utilisé pour traverser le temps, notamment dans Ocarina of Time, où il permet au joueur de voyager entre le passé et le futur[70]. Dans certain jeu, il est aussi un donjon[71].

## Objets

### Triforce

La Triforce est représentée par trois triangles d'or conjoints.

La Triforce, également appelée le « Pouvoir des Dieux » et le « Triangle d'Or », est une relique sacrée triangulaire laissée par les trois Déesses après avoir créé Hyrule. Il est composé de trois triangles plus petits connus sous le nom de Triforce du Pouvoir, Triforce de la Sagesse et Triforce du Courage. Chaque triangle incarne l'essence de leurs déesses respectives et présentent une lutte de pouvoir et un équilibre de moralité[pas clair] entre les personnages centraux : Ganon, Zelda et Link. La Triforce apprait pour la première fois dans le jeu original comme point central de l'intrigue, qui implique Ganon volant la Triforce du Pouvoir et Link recherchant les morceaux dispersés de la Triforce de la Sagesse pour l'arrêter et protéger Hyrule du mal. La Triforce du Courage est introduite dans The Adventure of Link comme troisième partie. Une fois unie, la Triforce permet à la personne qui la touche de faire un vœu qui dure généralement jusqu'à sa mort ou jusqu'à ce que le vœu soit exaucé. Si la personne qui la trouve ne possède pas un équilibre des trois vertus qu'il représente, les parties se diviseront en ses trois composantes, laissant à la personne qui l'a trouvée celui qui représente la caractéristique qu'il valorise le plus.

### Épée de légende

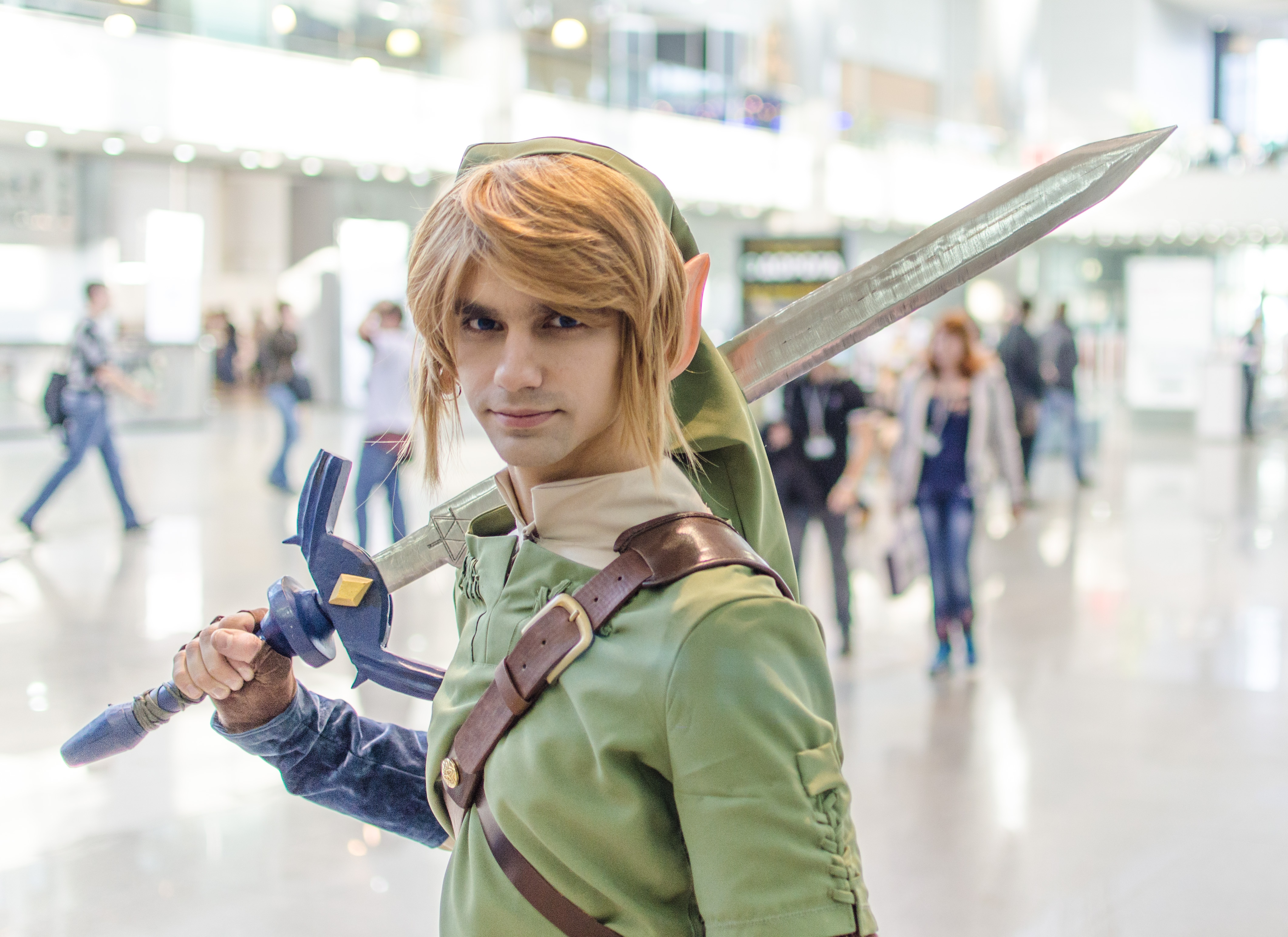
Un cosplay de Link tenant derrière la tête l'Épée de légende, au salon de l'IgroMir 2012.

L'Épée de légende, aussi appelée « lame purificatrice », est une épée divine et magique, et l'arme emblématique de Link. C'est l'une des rares armes capables de nuire à Ganon, et elle agit comme une clé pour accéder au Saint Royaume. Elle fait son apparition pour la première fois dans A Link To The Past, et a le pouvoir de « repousser le mal », ce qui lui permet de vaincre une puissante magie noire et de tuer des êtres maléfiques et démoniaques qui ne peuvent pas être blessés par des armes conventionnelles. Skyward Sword révèle qu'elle était à l'origine connue sous le nom d' « épée de la déesse », et qu'elle est habitée par un esprit féminin sensible nommé Fay. Vers la fin du jeu, l'épée de la déesse se transforme en épée de légende après avoir été imprégnée des trois flammes sacrées. La forme spirituelle de Fay cessant d'exister après que l'épée ait absorbé les restes du Fléau. L'épée repose traditionnellement sur un piédestal de pierre caché dans des lieux sacrés propres à Hyrule, tels que le Temple du Temps ou la Forêt Perdue. Comme Excalibur, l'épée de légende ne peut être retirée que par quelqu'un qui est digne de la manier.

## Autres territoires et parties du monde
Hyrule est le principal décor récurrent de la série The Legend of Zelda, mais plusieurs jeux se déroulent en dehors d'Hyrule dans d'autres terres, royaumes et mondes parallèles. La relation géographique entre Hyrule et ces autres mondes n'est pas clairement définie.
- Le Monde des Ténèbres : est un monde parallèle à Hyrule qui apparaît dans A Link to the Past. C'est une version plus sombre d'Hyrule, appelé le Monde de la Lumière[77].

- La Grande Mer : est le décor de The Wind Waker et Phantom Hourglass, formée après qu'un déluge ait inondé Hyrule. Seuls quelques sommets montagneux restent visibles au-dessus de l'eau, formant les îles et les archipels de la Grande Mer. En raison de la taille relativement petite de ces îles, les grandes étendues d'océan entre chaque île obligent le joueur à utiliser des cartes pour naviguer entre elles[78].
- Holodrum : est une terre où Link voyage dans Oracle of Seasons, où Din le trouve et est ensuite capturée par le Général des Ténèbres, Onox, causant le chaos des quatre saisons à Holodrum. Holodrum est protégée par un arbre gigantesque appelé l'Arbre Maku. Link finit par dissiper les ténèbres en utilisant une Graine Maku géante[77].
- Hytopia : est un royaume qui est le cadre principal de Tri Force Heroes. Il est dirigé par la princesse Styla, qui a été maudite et doit porter une combinaison morne[79].
- L'Île Cocolint : est le lieu où se déroule Link's Awakening, sur lequel Link échoue après une tempête et qui possède un œuf géant au sommet de son plus haut pic. Pour s'échapper de l'île, Link doit réveiller le Poisson-rêve mais, ce faisant, il entraîne la disparition de l'île, car elle n'existe que dans son rêve[77].
- Labrynna : est une terre qui apparaît dans Oracle of Ages. Dans une histoire similaire à celle de Holodrum, la terre de Labrynna est plongée dans le chaos après que Nayru ait été possédée par la sorcière Veran, perturbant le flux du temps[77].
- Lorule : est un monde parallèle à Hyrule qui apparaît dans A Link Between Worlds. Il ressemble à Hyrule en termes de géographie et est dirigé par la contrepartie de la princesse Zelda, la princesse Hilda. Comme Hyrule, Lorule possédait initialement sa propre Triforce, source de nombreux conflits. Cependant, la famille royale de Lorule a décidé de détruire la Triforce pour mettre fin aux conflits, ce qui a finalement conduit leur monde à la calamité[77].
- Nouvel Hyrule : est un royaume fondé par Link et Tetra après les événements de Phantom Hourglass, qui apparaît dans Spirit Tracks. Nouvel Hyrule abrite les célèbres Spirit Tracks, des voies ferrées magiques créées par les Esprits du Bien, les divinités gardiennes du pays. Ces voies relient les quatre sections du continent et permettent de voyager en train entre elles[80].
- Célesbourg : est un ensemble d'îles flottantes dans Skyward Sword, créées lorsque la déesse Hylia utilisa le reste de son pouvoir pour élever ce qui restait des Hyliens survivants, ainsi qu'un bout de terre resté intact pendant la Grande Guerre contre l'Avatar du Néant. Sous les nuages se trouve « la Surface »[81].
- Termina : est un monde parallèle à Hyrule qui sert de cadre principal à Majora's Mask. Link y entre par un portail situé profondément dans la Forêt Perdue. La terre et ses habitants ressemblent beaucoup à ceux d'Hyrule. Termina est divisée en quatre régions distinctes, protégées par quatre déités géantes : Woodfall, le marécage au sud, maison des Deku Scrubs ; les montagnes enneigées de Snowhead, où vivent les Gorons, au nord ; la Grande Baie, où résident les Zoras, à l'ouest ; et les terres désolées d'Ikana Canyon à l'est, habitées par les morts-vivants. Sa capitale, Clock Town, se situe au centre[77].
- Le Royaume du Crépuscule : est un monde parallèle à Hyrule qui apparaît dans Twilight Princess, habité par les Twilis. Leur souveraine, Midna, a été renversée par l'antagoniste Zant, qui cherche à prendre le contrôle du Royaume du Crépuscule et transforme les Twilis en Shadow Beasts. Link et Midna unissent leurs forces pour purifier le crépuscule d'Hyrule et vaincre Zant [82],[83].
- Le Monde du Roi des Mers : est le cadre de Phantom Hourglass, qui se déroule après les événements de The Wind Waker. Ce monde ressemble à la Grande Mer, avec plusieurs îles situées dans l'océan[77].
- Les Profondeurs : sont le monde souterrain de Tears of the Kingdom, parsemé de ruines et qui reflète la surface d'Hyrule. Elles sont reliées à la surface par des gouffres à travers Hyrule et reçoivent très peu de lumière, étant plongées dans l'obscurité jusqu'à ce que Link active les Lightroots qui s'y trouvent.
- Le Monde Figé : est un autre monde qui apparaît dans The Legend of Zelda: Echoes of Wisdom, relié à Hyrule par des fissures qui mènent à différentes sections de celui-ci. Les personnes, objets et terrains transportés là-bas sont figés dans le temps[84].

## Personnages
Bien que la plupart des jeux de la série se déroulent à des siècles d'intervalle, The Legend of Zelda présente souvent de nombreux personnages récurrents. Le protagoniste silencieux Link et la princesse Zelda se réincarnent dans la plupart des jeux Zelda, tandis que l'antagoniste Ganon, le boss final de la plupart des jeux Zelda, né du mal primordial, revient également à plusieurs reprises sous une nouvelle forme. D'autres personnages réapparaissent tout au long de la série, notamment Impa, la gardienne de Zelda, et Tingle, l'homme obsédé par les fées,. Dans de nombreux jeux Zelda, Link obtient un cheval nommé Épona.
Link est fréquemment accompagné d'un compagnon dans les jeux Zelda, à commencer par Navi, une fée dans The Ocarina of Time . Des personnages comme Navi, Midona et Fay remplissent une fonction de didacticiel dans leurs jeux respectifs et commentent les événements au fur et à mesure qu'ils se produisent dans l'histoire. Les personnages secondaires de Breath of the Wild, comme Mipha, le prince Sidon et Urbosa, ont rencontré un grand succès auprès des fans de la série.

## Races
Depuis la sortie du jeu original, la série présente plusieurs races. Aux côtés de la races Hylienne, qui a fondé le pays d'Hyrule, il existe plusieurs autres races importantes, telles que les Gorons, les Gerudo, les Rito et les Zora.
- Les Robots anciens ou Gardiens robots : sont une race mécanique préhistorique qui apparaît dans Skyward Sword et que Link rencontre dans le désert de Lanayru. Ils ont été créés par le Dragon du Tonnerre Lanayru, mais leur terre est devenue un désert stérile, les faisant rouiller au fil du temps. Cependant, ils peuvent être ressuscités à l'aide d'une Pierre de Déplacement Temporel, qui permet de changer le présent en passé. Bien que les concepteurs aient exprimé des inquiétudes quant à l'intégration de la technologie avancée dans Skyward Sword, ils ont décidé que leur design "plus doux", inspiré des Dogū, était davantage adapté à l'univers fantastique du jeu[92].
- Les dragons : sont une race récurrente dans la série, apparaissant généralement comme des gardiens bienveillants ou des ennemis puissants. Dans Ocarina of Time, Link doit terrasser Volvagia, un dragon boss situé dans le Temple du Feu[93]. Dans The Wind Waker, l'Esprit du Ciel Valoo agit comme le dragon divin et la divinité protectrice de la tribu Rito[94]. Lorsque Link arrive sur l'île du Rocher du Dragon dans The Wind Waker, il vainc le boss Gohma en endommageant la queue de Valoo[95]. Dans Twilight Princess, Link rencontre le dragon Argorok, qui est le boss de la Cité du Ciel[95]. Dans Skyward Sword, Link est aidé par les trois dragons Faron, Eldin et Lanayru, qui gardent les trois régions de la Surface[96]. Dans Breath of the Wild et Tears of the Kingdom, les trois dragons Dinraal, Naydra et Farosh peuvent être trouvés à plusieurs endroits autour d'Hyrule[97]. Tears of the Kingdom présente un quatrième dragon, le Dragon de la Lumière (白龍, Hakuryū?) , qui se révèle plus tard être Zelda transformée après avoir subi le processus de draconification pour restaurer l'Épée de légende brisée grâce au pouvoir sacré[98],[99].
- Les fées : sont des créatures magiques qui apparaissent comme de petits humanoïdes ailés, souvent masqués par la lumière. Ils ont tendance à être timides et peuvent être trouvés cachés dans de nombreux endroits à travers Hyrule, principalement près des fontaines de fées ou des sources de fées. Dans la plupart des jeux de la série, les fées soigneront Link s'il parvient à en attraper une ; il peut également les mettre dans des bouteilles vides pour qu'elles le soignent plus tard. Si Link meurt alors qu'il a une fée en bouteille en sa possession, la fée le ressuscitera automatiquement. Les grandes fées sont des fées puissantes et de haut rang qui utilisent leur magie pour enchanter les objets afin qu'ils se transforme en versions plus puissantes[100]. Dans Ocarina of Time, les Kokiri forment une relation symbiotique avec leurs fées gardiennes, qui agissent comme compagnes et mentors. L'une des fée est Navi, qui sert d'acolyte à Link et l'aide à en apprendre davantage sur le monde extérieur à la forêt de Kokiri[101].

Symbole Gerudo

- Les Gerudo : sont une race de guerriers-voleurs humanoïde originaires du désert Gerudo, qui porte leur nom[102]. Leurs traits physiques comprennent des cheveux écarlates, un nez aquilin[103], des yeux dorés ou verts, des oreilles rondes ou pointues et une peau bronzée. Comme les Amazones, la race est entièrement composée de femmes, à l'exception d'un seul homme Gerudo qui naît chaque siècle et qui est légitimement couronné roi de la tribu[104], et vénéré comme un roi-dieu[105]. En l'absence de roi, le rôle de chef est confié à une femme[104]. Ganondorf, le principal antagoniste de la série, est le roi des Gerudo. Les Gerudos apparaissent comme des pirates dans Majora's Mask, où ils vivent dans l'océan de la Grande Baie. Dans Breath of the Wild, ils sont commerçants et marchands. Comme les hommes ne sont pas admis dans la ville Gerudo, Link doit se travestir en femme pour entrer[106].

Symbole Goron

- Les Gorons : Les Gorons sont un peuple apparu pour la première fois dans Ocarina of Time. Ils ont la capacité de rouler sur le sol et ont une apparence physique ronde semblable à celle d'un rocher. La culture Goron tourne autour de la fraternité et de la force, se référant généralement les uns aux autres et à ceux qu'ils considèrent comme forts comme « Frère » ou « Grand Frère ». Les Gorons montrent un grand respect pour les individus qui font preuve d'une grande force et d'une grande bravoure et aiment comparer leur force à celle des autres dans des compétitions telles que la course et les combats de sumo. Ils vivent dans des tribus dirigées par un patriarche, comme Darunia dans Ocarina of Time. Ils habitent principalement les zones montagneuses, comme la Montagne de la Mort, et résistent à la chaleur intense et à la lave. Ils consomment également des roches et des minéraux qu'ils extraient de la terre[107].
- Les Hyliens : sont une race d'humains ressemblant à des elfes, qui constituent principalement la population d'Hyrule, plus particulièrement Link et Zelda, dans laquelle ils ont établi une civilisation organisée ressemblant à celle de l'Europe médiévale[108],[41]. Ils sont la première race d'Hyrule, créée par la déesse Hylia, nés avec du sang imprégné de magie qui serait un don des déesses, qui leur confère des pouvoirs psychiques et des compétences magiques. On dit que leurs longues oreilles pointues leur permettent d'entendre les messages envoyés par les dieux[109]. Dans Skyward Sword, les Hyliens vivent sur l'île flottante de Célesbourg et sont accompagnés de créatures ressemblant à des oiseaux appelées Célestriers. Les Hyliens sont une espèce assez diversifiée, présentant des variations de couleur de peau, de cheveux et d'yeux. En raison des attaques répétées d'ennemis, tels que Ganon, de grandes armées hyliennes existent pour protéger Hyrule[110].

Symbole Kokiri

- Les Kokiris : sont un peuple féerique vivant dans la Forêt Kokiri, qui se sont séparés des Hyliens pour mener une vie plus proche de la nature, à mesure qu’Hyrule se développait. Ils sont protégés par le Grand Arbre Mojo, dont le pouvoir empêche leur croissance une fois qu’ils atteignent l’apparence d’un enfant. Ce dernier les considère comme ses enfants. Les Kokiris sont prudents et secrets, persuadés qu’ils mourront s’ils quittent la forêt[111]. Chacun d’eux est accompagné d’une petite fée qui lui sert de guide, de protecteur et de compagnon tout au long de sa vie. Link a grandi parmi les Kokiris dans Ocarina of Time, mais il n’en est pas un : sa mère, mortellement blessée, l’a confié au Grand Arbre Mojo lorsqu’il était bébé[112].

- Les Korogus : sont des êtres végétaux qui sont apparus pour la première fois dans The Wind Waker et sont décrits comme une évolution des Kokiris après le Grand Déluge[113]. Ce sont de petites créatures au corps de bois et aux visages masqués par des feuilles. Leur légèreté leur permet de flotter dans les airs en utilisant des bourgeons comme hélices. Ils vivent dans la Forêt de Firone, où réside un nouvel Arbre Mojo, et voyagent à travers le monde pour planter des graines. Chaque année, ils reviennent au sanctuaire de l’Arbre Mojo pour une cérémonie. Dans Breath of the Wild, on peut trouver des Korogus partout en Hyrule ; leurs noix Korogus peuvent être échangées auprès de Noïa, un Korogu géant, pour agrandir l’inventaire de Link. Ils sont toutefois mieux protégés dans la Forêt Korogu, cachée au cœur de la Forêt Perdue[114].

- Les Célestiens : (Oocca en anglais) sont des créatures mi-oiseaux, mi-humains au long cou, vivant dans la Cité du Ciel[115], un royaume aérien qui constitue le septième donjon de Twilight Princess. Link y accède en s’éjectant d’un énorme canon[116]. Une femelle célestienne, Orco, permet au joueur de retourner à l’entrée des donjons, tandis que son fils, Orco Junior, ramène Link auprès d’elle. Dans Twilight Princess, il est dit que les Célestiens sont plus proches des dieux que les Hyliens. Certaines théories en Hyrule suggèrent que les Célestiens seraient les ancêtres des Hyliens ou qu’ils les auraient créés, ainsi que leur ville dans le ciel[117]. Orco apparaît aussi dans d’autres jeux Nintendo, notamment Super Smash Bros. Brawl et Hyrule Warriors[118].

- Les Minish : appelés Picoris dans leur langue, sont de minuscules êtres humanoïdes apparus pour la première fois dans The Minish Cap. Ils sont invisibles aux adultes et préfèrent vivre cachés dans les forêts, les maisons ou encore les fissures des murs d’Hyrule[119]. Ils se divisent en trois clans selon leur habitat : les Minish des forêts, les Minish des villes et les Minish des montagnes. La plupart d’entre eux sont bienveillants et laissent des objets précieux pour les Hyliens. Cependant, un Minish du nom de Vaati s’est tourné vers le mal après avoir été corrompu par l’ambition humaine.

- Les Ornithes : (Rito en anglais) sont une race d’humanoïdes ailés introduite dans The Wind Waker, où ils sont décrits comme une évolution des Zoras. Ils vivent sur l’Île du Dragon, sous la protection de Valoo, un dragon céleste. À leur naissance, les jeunes Ornithes, appelés oisillons, n’ont pas d’ailes. Lorsqu’ils atteignent l’âge adulte, ils doivent participer à une cérémonie au cours de laquelle Valoo leur offre une écaille, leur permettant de développer leurs ailes et de voler. Dans Breath of the Wild, les Ornithes habitent désormais la région d’Hebra, au nord-ouest d’Hyrule, où ils résistent au climat froid. Leur apparence est plus aviaire, avec des ailes servant à la fois de bras et de moyen de vol. Parmi les Ornithes notables figurent Revali, le Prodige Ornite, et Kass, un ménestrel itinérant qui perpétue la tradition orale de son peuple à travers ses chants[120].

- Les Sheikahs : sont un peuple ancien et mystérieux, souvent associés à des ninjas, caractérisés par leurs yeux rouges et leurs cheveux blancs. Leur membre le plus emblématique est Impa, la nourrice et garde du corps de la princesse Zelda. Les Sheikahs ont un rôle sacré de protecteurs de la famille royale d’Hyrule. Bien qu’ils ressemblent physiquement aux Hyliens, ils forment un peuple distinct doté d’une grande force et d’un savoir technologique avancé, comme le montrent les Gardiens, les Sanctuaires, les Tours et la Tablette Sheikah dans Breath of the Wild[121]. Leur symbole, l’Œil Sheikah – un œil stylisé avec trois traits au-dessus et une larme en dessous –, apparaît fréquemment dans la série, même dans les jeux où ils ne sont pas présents.

- Les Twilis : sont les habitants du Royaume du Crépuscule, apparus dans Twilight Princess. Ils descendent des Intrus, un groupe qui a tenté de s’approprier la Triforce grâce à une puissante magie interdite. Les Déesses d’Or ont ordonné aux Esprits de la Lumière de sceller cette magie dans le Fragment d’Ombre et ont banni les Intrus dans un monde parallèle, le Royaume du Crépuscule, où ils se sont transformés en Twilis. Les deux personnages Twilis les plus marquants sont Midona, la princesse légitime du royaume, et Xanto, qui a usurpé le trône avec l’aide de Ganondorf[122].

- Les Zonai : sont une civilisation ancienne introduite dans Tears of the Kingdom. D’abord évoqués sous forme de ruines mystérieuses dans Breath of the Wild, ils sont révélés dans Tears of the Kingdom comme le peuple fondateur d’Hyrule, avec Rauru comme premier roi aux côtés de son épouse Sonia. Leur technologie est omniprésente dans Hyrule à travers les Sanctuaires, les Ruines, les Créations Zonai et divers artefacts. Ils sont également à l’origine des géoglyphes, que Link doit explorer dans la quête principale "Les Larmes du Dragon" pour retrouver Zelda[123]. Dans les temps anciens, certaines personnes ayant contemplé les souvenirs contenus dans ces larmes auraient été inspirées à bâtir autour d’elles[124]. D’après le livre Creating a Champion, les Zonai sont décrits comme des sorciers vénérant la Triforce[125].

Symbole Zora

- Les Zora : sont une race d'humanoïdes aquatiques qui habitent le domaine de Zora ou le lac Hylia. Dans le jeu original et Link to the Past, les Zora étaient des ennemis qui attaquaient Link depuis l'eau avec des projectiles, bien que dans A Link to the Past, le roi géant Zora aide Link en lui vendant une paire de palmes, lui permettant de nager et d'utiliser le réseau de tourbillons qui relient les coins les plus éloignés d'Hyrule. Dans Ocarina of Time, leur rôle évolue pour devenir une race neutre ou alliée dans la plupart des récits. Le gouvernement Zora est monarchique, soit dirigé par un roi ( roi Dorephan dans Breath of the Wild, Sidon dans Tears of the Kingdom et le roi Zora De Bon XVI dans Ocarina of Time), soit par une reine (reine Oren dans A Link Between Worlds et la reine Rutela dans Twilight Princess). Il existe deux branches différentes : les « Zora de la rivière » sont plus violents et peuvent tirer du feu, tandis que les « Zora de la mer » sont généralement passifs. Les Zoras ont une longue durée de vie et pondent des œufs pour se reproduire. Ceux-ci doivent être conservés dans de l'eau froide et propre pour se développer sainement et les œufs d'une même couvée doivent être conservés ensemble pour éclore. Les nouveau-nés Zora ont l'apparence de têtard[126].

## Ennemis
L'apparence de certaines créatures varie selon les différents titres de la série :
- Les Armos sont des statues animées créées pour garder d’anciennes ruines. Elles s’éveillent et attaquent dès qu’elles sont dérangées. Leur apparence est monstrueuse, et elles sont souvent équipées d’un bouclier et d’une épée. Si Link s’en approche, elles se mettent à le poursuivre. Les Armos sont apparus pour la première fois dans The Legend of Zelda[127].
- Les Blobs ou ChuChus sont des créatures gélatineuses dotées de corps trapus et translucides, avec des yeux pédonculés et une bouche souriante. Ils se déplacent principalement en bondissant. Les ChuChus existent en différentes couleurs, certaines leur conférant des capacités particulières. Lorsqu'ils sont vaincus, ils laissent tomber de la gelée de ChuChu, un matériau que Link peut utiliser comme ingrédient ou pour améliorer son équipement[128].
- Les Bokoblins sont une race de créatures gobelinoïdes apparue pour la première fois dans The Wind Waker. Ils existent en plusieurs couleurs et apparaissent souvent comme des ennemis standards, armés de bâtons boko, de machettes et de massues. Bien que leur apparence varie d’un jeu à l’autre, un élément reste constant : ils portent un pagne orné d’un crâne. Dans Twilight Princess, ils sont moins présents, leur rôle d’ennemis de base étant en grande partie occupé par les Bulblins. Dans Skyward Sword, les Bokoblins sont des monstres courants servant la Tribu Démoniaque sous les ordres du Seigneur Démon Ghirahim et du Roi Démon Desise. Le jeu introduit également les Technoblins, des Bokoblins technologiquement avancés, ainsi que les Bokoblins Maudits, des Bokoblins morts-vivants capables de jeter une malédiction sur Link. Dans Breath of the Wild et Tears of the Kingdom, les Bokoblins sont des ennemis de bas niveau au comportement parfois comique. Ils vivent en campements dispersés à travers Hyrule[129].
- Les Darknuts ou Hache-Viande sont de grands chevaliers armés d'épées et de boucliers. Ils sont apparus pour la première fois dans The Legend of Zelda, mais sont des ennemis récurrents qui apparaissent également dans Twilight Princess et d'autres jeux de la série[130].
- Les Effrois sont des créatures mortes-vivantes ressemblant à des zombies, avec une peau brune foncée et des visages plats ressemblant à des masques. Ils ont la capacité de paralyser leurs ennemis par un cri perçant, puis s'y agrippent pour leur drainer de la vie[131]. Ils sont apparus pour la première fois dans Ocarina of Time.
- Les Mains, Floormasters et Wallmasters sont des manifestations fantomatiques de mains géantes qui ont pour rôle de ramener les aventuriers à l'entrée d'un donjon. Les Floormasters se divisent en versions plus petites lorsque la forme originale est attaquée. Les Wallmasters, quant à eux, sont apparus pour la première fois dans The Legend of Zelda, tandis que les Floormasters ont été introduits dans Ocarina of Time. Les Floormasters réapparaissent également dans The Wind Waker et The Minish Cap[132].
- Les Gibdos sont des créatures mortes-vivantes enveloppées comme des momies. Elles ressemblent aux Effrois par leurs mouvements lents et leur comportement de type zombie. Dans certains jeux, en enflammant les bandages d'un Gibdo, on peut révéler un Stalfos ou un Effroi caché en dessous. Les Gibdos sont apparus pour la première fois dans The Legend of Zelda[133].
- Les Gohmas sont des monstres récurrents dans la série The Legend of Zelda, souvent représentés comme des arthropodes géants avec un œil unique qui constitue leur point faible. Le premier Gohma est apparu dans The Legend of Zelda (1986), où il était le boss du donjon de la première quête. Depuis lors, Gohma est apparu dans plusieurs jeux de la série, et sa forme, bien que variable, reste généralement similaire. En fonction des jeux, les Gohmas peuvent avoir des formes différentes : certains ressemblent à des araignées géantes, d'autres à des crabes ou à des créatures plus serpentines, mais l'élément commun reste cet œil géant au centre de leur corps, qu'il faut viser pour infliger des dégâts. Dans de nombreux jeux, Gohma utilise ses puissantes pattes pour attaquer Link ou lance des projectiles en plus de ses attaques physiques. Dans certains cas, il peut également être associé à des attaques de feu ou à des effets de paralysie. Gohma est souvent l'un des premiers vrais défis de boss dans les jeux Zelda et reste un symbole emblématique de la série, illustrant le mélange unique de fantaisie et de mythologie dans les aventures de Link[134].
- Les Gardiens sont de grands ennemis mécaniques dans Breath of the Wild, dotés d’un seul œil capable de tirer des rayons lasers puissants. Il en existe deux types principaux : les Guardian Stalkers, qui se déplacent sur des jambes mécaniques, et les Guardian Skywatchers, qui utilisent des hélices pour voler. Ces ennemis sont redoutables et peuvent infliger des dégâts massifs. Les Gardiens ont été inspirés par les Octoroks, des ennemis classiques de la série Zelda apparus dans le premier jeu. Leur design mécanique et leur capacité à attaquer à distance rappellent cette influence. Les Gardiens sont un vestige d'une époque technologique avancée d'Hyrule, avant la chute du royaume[135].
- Les Hinox sont des ennemis récurrents et des sous-boss dans la série The Legend of Zelda. L'œil unique du Hinox est son point faible, infligeant le plus de dégâts lorsqu'il est touché[136]. Les Hinox sont des ogres ressemblant à des cyclopes et apparaissent dans A Link to the Past, Link's Awakening, Four Swords Adventures, Phantom Hourglass, A Link Between Worlds, Tri Force Heroes, Breath of the Wild, et plus récemment Tears of the Kingdom. Dans Breath of the Wild et Tears of the Kingdom, les Hinox peuvent être rouges, bleus ou noirs, selon leur force. Ce sont les plus grands monstres du jeu et, s'ils sont provoqués, ils déracineront des arbres voisins pour les utiliser comme armes contre le joueur. Les Stalnox sont des versions squelettiques des Hinox qui apparaissent dans Breath of the Wild et Tears of the Kingdom[137].
- Les Likes-Likes sont des monstres cylindriques jaunâtres capables d'aspirer des créatures aussi grandes que des humains et de dévorer les objets qu'elles portent. Ils sont connus pour avaler les boucliers et les tuniques de Link. Lorsqu'ils sont tués, les Like Likes se dissolvent en une flaque, laissant derrière eux les objets volés. Ils sont apparus pour la première fois dans The Legend of Zelda[127],[132].
- Les Lizalfos sont des lézards anthropomorphes rapides et rusés, qui attaquent souvent en duo et peuvent parer et esquiver les attaques. Ils sont apparus pour la première fois dans The Adventure of Link. Dans Breath of the Wild, les Lizalfos peuvent lancer des armes et foncer vers leur cible[138].
- Les Lynels sont de grandes créatures semblables à des centaures, avec une tête de lion et des cornes. Ils sont apparus pour la première fois dans The Legend of Zelda. Ce monstre possède plusieurs variantes, notamment rouge, bleu, blanc et argenté, chaque couleur indiquant la puissance du Lynel. Dans Breath of the Wild, les Lynels sont des ennemis extrêmement puissants, résistants aux attaques[139].
- Les Moblins sont des monstres ressemblant à des orcs qui servent de soldats de pied à Ganon. Dans The Legend of Zelda et The Adventure of Link, les Moblins ressemblaient à des bulldogs, mais dans les jeux plus récents, ils ont une apparence plus porcine[140]. Ils manient couramment des lances, des épées, des arcs ou parfois des masses géantes. Ce sont l'un des ennemis les plus fréquents dans les jeux et sont considérés comme "puissants", mais aussi "stupides"[141],[142]. Ils sont décrits comme des créatures avides et imbus d'elles-mêmes, et le principal antagoniste les utilise souvent comme mercenaires ou monstres invoqués[143].
- Les Mojos sont des créatures en forme de plantes en bois, introduites dans Ocarina of Time, qui apparaissent principalement dans le monde extérieur et dans les donjons. Ce sont de petites créatures ayant des feuilles qui poussent sur leur tête, des yeux rouges lumineux et des bouches en forme de tube capables de lancer des noix mojos. Elles peuvent voler en utilisant de grandes feuilles pour planer, et certaines peuvent voler indéfiniment en utilisant les feuilles sur leur tête après avoir décollé d'une Fleur mojo. Il existe quatre types de Mojos représentés dans la série : les pestes mojo, les pestes dingo, les pestes marchandes, les mojo royaux (roi et princesse)[144].
- Les Octoroks : sont des monstres en forme de pieuvre qui apparaissent dans presque tous les jeux de la série The Legend of Zelda (à l'exception de Twilight Princess). Les Octoroks produisent des pierres à l'intérieur de leur corps qu'ils peuvent projeter par leur museau à l'aide d'air comprimé, avec la force d'un tir de mousquet. Certaines espèces d'Octorok vivent sur terre, tandis que d'autres sont principalement aquatiques. Les Big Octos sont une variante beaucoup plus grande, vivant en mer, et sont parfois connus pour attaquer les navires. Ils sont apparus pour la première fois dans The Legend of Zelda[127].
- Les Poes sont des fantômes portant des lanternes, formés à partir de la haine concentrée envers les vivants. Ils errent librement dans les cimetières et autres lieux hantés. Ils portent toujours leurs lanternes caractéristiques. Dans certaines versions, ils peuvent devenir invisibles lorsque Link effectue une certaine action ou prend une forme particulière. Dans Tears of the Kingdom, ils apparaissent dans les Profondeurs comme objets récupérables et comme monnaie pour les Statues Marchandes. Ils sont apparus pour la première fois dans The Legend of Zelda[133].
- Les Saigneurs sont des monstres chauves-souris qui se cachent souvent dans des endroits sombres comme des grottes, attendant de fondre sur les voyageurs imprudents pour leur arracher des morceaux de chair. Certaines Saigneurs ont la capacité d'absorber les éléments qu'elles traversent, et il existe des variantes de Saigneurs de feu, de glace, maudites et électriques. Elles sont apparues pour la première fois dans The Legend of Zelda[127].
- Les Skulltulas sont de gigantesques araignées, nommées d'après la plaque osseuse en forme de crâne humain qui forme leur carapace. Elles se trouvent principalement dans des endroits sombres, comme les forêts, les grottes et les donjons, mais peuvent aussi parfois être repérées dans les villes la nuit. Les Skulltulas et les Giant Skulltulas se suspendent aux plafonds par un fil de soie, attendant de tomber sur leurs proies inattentives[133].
- Les Stalfos sont des squelettes animés, principalement issus des restes de guerriers morts qui conservent une forte volonté de se battre, et servent des puissances maléfiques telles que Ganon ou Vaati. Dans Ocarina of Time, en utilisant le Masque de la Vérité, le joueur apprend grâce à une Pierre du Bavard que les humains qui se perdent dans la Forêt Perdue se transforment en Stalfos. Ils sont apparus pour la première fois dans The Legend of Zelda[145]. They first appeared in The Legend of Zelda[127].
- Les Tektites sont des créatures insectoïdes cyclopéennes à quatre pattes qui utilisent leurs puissantes jambes pour sauter sur leurs proies et les attaquer. Les Tektites bleus peuvent marcher sur l'eau, tandis que les Tektites bleus et rouges sont capables de sauter sur des falaises. Ils sont apparus pour la première fois dans The Legend of Zelda[127].
- Les Sorciers sont des créatures semblables à des magiciens, vêtues de robes de sorcier, et qui utilisent souvent des sorts de feu et de glace. Ils sont apparus pour la première fois dans The Legend of Zelda[127].Breath of the Wild a introduit des Sorciers élémentaires, qui utilisent divers bâtons magiques pour invoquer des attaques élémentaires, des ennemis élémentaires et même changer le temps en conséquence. Les types réguliers sont les Sorciers de Feu, d'Électricité et de Glace, mais chacun d'eux possède une variante plus puissante. Ces variantes sont appelées Sorciers Météo, Sorciers Tonnerre et Sorciers Blizzards, respectivement[146].

## Accueil
Nintendo Power cite Hyrule dans une liste de « mondes merveilleux » créés par Nintendo, saluant le grand nombre de zones à explorer, ainsi que les premiers pas dans les Bois Perdus et la Montagne de la Mort comme points forts des aventures des joueurs. Yannick LeJacq pour Kotaku commente que « Hyrule est l'un des lieux les plus emblématiques de l'histoire des jeux vidéo. Les joueurs de The Legend of Zelda s'y intéressent d'une manière ou d'une autre depuis près de 30 ans maintenant ».
Jeremy Parish de Polygon souligne l'impact qu'Hyrule et son élément central, la plaine d'Hyrule, ont eu sur les joueurs dans Ocarina of Time. Il commente : « Les mondes de jeu ouverts existaient avant Ocarina of Time. Et en vérité, la version d'Hyrule d'Ocarina n'est même pas vraiment si ouverte. Mais le jeu a exploré la relation entre ses environnements, la perspective 3D de la caméra et la place de Link dans tout cela pour créer un royaume qui ressemblait beaucoup plus à un lieu réel que les mondes de jeu qui l'avaient précédé ». Destructoid note également l'impact d'Hyrule dans Ocarina of Time, affirmant qu' « il n'y avait rien de tel avant 1998 » et poursuit : « Ce qui est génial avec Hyrule, c'est que je peux honnêtement voir un endroit comme celui-ci exister dans notre monde. Ce n'est pas juste un endroit fantastique et tape-à-l'œil comme on en trouve dans l'univers de Star Wars . Il est censé ressembler au monde réel, et Miyamoto a atteint cet objectif d'une manière à laquelle personne ne s'attendait sans l'avoir vu en premier ».
Le monde ouvert d'Hyrule dans Breath of the Wild est salué pour son design. Noelle Warner de Destructoid classe tous les villages du jeu et choisit Tarrey Town comme son lieu préféré, car les joueurs doivent le construire de zéro, ce qui en fait l'une des quêtes secondaires les plus longues du jeu. Kate Gray, écrivant pour le Guardian, est impressionnée par la beauté et la grande échelle du monde du jeu, notant que « les verts des plaines ouvertes contrastent avec le noir foncé de la Montagne de la Mort, qui est strié de lave orange à l'horizon lointain ». Elle commente également la « variété de techniques discrètes et ingénieuses conçues pour aider les joueurs à explorer l’environnement ». Andrew Webster de The Verge réagit positivement à la grandeur du monde ouvert du jeu : « L'échelle aurait pu être intimidante, mais la joie de la découverte et la satisfaction que procure le fait de trouver sa propre voie le rendent au contraire attrayant ».
Caty McCarthy, rédactrice en chef d'USgamer, classe la carte du jeu A Link to the Past comme la meilleure carte de jeu vidéo, la décrivant comme une conception du monde « parfaite » en termes de la façon dont elle s'intègre au gameplay. IGN classe Hyrule comme le sixième plus grand monde de jeu, commentant que « peu de mondes de jeu parviennent à laisser une impression aussi indélébile sur le subconscient collectif du jeu que Zelda. Pour cela seul, il se classe parmi les meilleurs mondes les plus aboutis de tout le jeu vidéo ». En 2021, Evan Narcisse de Kotaku classe Hyrule comme l'un des mondes de science-fiction et de fantasy les plus riches des jeux vidéo.

## Postérité
Dès la sortie du jeu original The Legend of Zelda, les critiques commentent l'influence et l'héritage de l'univers The Legend of Zelda sur l'industrie du jeu. Ozzie Mejia de Shacknews souligne l'importance de la série originale The Legend of Zelda : « Avant les mondes ouverts de World of Warcraft, de Grand Theft Auto ou de Skyrim, il y avait le monde intimidant d'Hyrule. The Legend of Zelda ne s’est pas contenté de façonner la série telle qu’on la connaît aujourd’hui. Il est également reconnu pour avoir influencé bon nombre des meilleurs jeux actuels, et sa formule a inspiré certains des développeurs parmi les plus emblématiques actuellement de l'industrie et de la scène indépendante. ». Liz Finnegan de The Escapist commente l'influence du jeu original sur le genre RPG, en particulier son monde ouvert non linéaire, et estime que « la conception de Zelda a inspiré d'innombrables autres titres à adopter l'hybride action-aventure-exploration avec une perspective descendante et un monde étendu et cohérent. Ces jeux ont depuis longtemps été surnommés de manière informelle « clones de Zelda ». Christian Donlan d'Eurogamer note la similitude et l'influence qu'Hyrule a eu sur Dark Souls, comparant les deux royaumes : « Dans le jeu original The Legend of Zelda, Hyrule ressemble plutôt à Lordran : une terre marquée par les cicatrices du temps, un paysage aride et rude, peuplé de créatures terrifiantes surgissant des sables ou avançant par bonds saccadés.».
Le jeu original est un succès commercial phénoménal pour Nintendo, se vendant à plus de 6,5 millions d'exemplaires, et est décrit par de nombreux critiques comme l'un des plus grands jeux vidéo de tous les temps.
Nadia Oxford d'USGamer commente l'importance d'Ocarina of Time et le considère comme « une œuvre de génie en matière de conception de jeux ». Elle déclare que « cela a amené la série traditionnellement vue de haut en bas, dans un monde entièrement en 3D tout en préservant avec succès le cœur et l'âme des précédents jeux Zelda. Son mécanisme de « visée Z » a affiné les systèmes de ciblage automatique maladroits qui faisaient que les jeux de console 3D de l'époque semblaient inférieurs aux jeux d'action 3D sur PC. Enfin, il présentait une histoire sur la guérison d'un monde brisé ». Heather Alexandra, qui écrit pour Kotaku, commente l'impact de la sortie du jeu : « Il y a eu d'innombrables jeux en monde ouvert depuis 1998, mais Ocarina of Time a été le moment où le concept de mondes ouvert et interconnectés a commencé à vraiment se cristalliser ». Keza MacDonald du Guardian commente également l'influence d'Ocarina of Time, notant qu'il s'agit de l'une des premières véritables aventures en 3D et qu'il « reste parfaitement jouable aujourd'hui car beaucoup des choses qu'il a inventées sont devenues la norme pour tout jeu 3D qui lui a succédé ». Tom Power de Gamesradar estime que le jeu est souvent considéré comme le meilleur jeu vidéo en raison de ses innovations technologiques : « Les problèmes résolus par Nintendo à l'époque ont eu une influence sur tous les genres de jeux et, bien que la reconnaissance publique de cette influence soit mince, il est difficile de ne pas considérer Ocarina of Time comme l'un des pères du jeu moderne ».
Dans les mois qui suivent la sortie de Breath of the Wild en 2017, de nombreux développeurs de jeux vidéo sont influencés par sa conception en monde ouvert. Alx Preston, créateur de Hyper Light Drifter, déclare que « le sentiment de liberté et d'expérimentation est incroyablement inspirant ». Adam Saltsman, créateur de Canabalt, commente la cohérence de l'environnement de jeu et la capacité du joueur à expérimenter. Rami Ismail de Vlambeer déclare qu'« aucun jeu n'a fait la verticalité aussi bien que BotW ». Sam Byford de The Verge commente l'impact du monde ouvert de Breath of the Wild sur l'industrie du jeu vidéo, le décrivant comme une « approche révolutionnaire de la conception de jeux en monde ouvert ». Il cite plusieurs autres mondes de jeu ultérieurs qui présentent des similitudes avec Breath of the Wild, notamment Genshin Impact, Immortals Fenyx Rising et Horizon Forbidden West. L'équipe de développement miHoYo de Genshin Impact et Sam Barlow, créateur de Telling Lies, citent tous deux Breath of the Wild comme une source d'inspiration importante,. Le réalisateur d'Elden Ring, Hidetaka Miyazaki, déclare également qu'il a été influencé par le monde ouvert de Breath of the Wild. À sa sortie, Breath of the Wild est acclamé par la critique et est le plus grand succès commercial de la franchise et l'un des jeux vidéo les plus vendus, se vendant à 29 millions d'exemplaires sur la Nintendo Switch en décembre 2022 et à plus de 1,6 million d'exemplaires sur la Wii U,.